# Ministre plénipotentiaire d'Aruba
Le ministre plénipotentiaire d'Aruba (en néerlandais : Gevolmachtigd Minister van Aruba) est le représentant d'Aruba depuis 1986 au sein du conseil des ministres du royaume des Pays-Bas, distinct du conseil des ministres des Pays-Bas, puisqu'il comprend également le monarque, le ministre plénipotentiaire de Curaçao (depuis 2010) et le ministre plénipotentiaire de Saint-Martin (depuis 2010). Le ministre plénipotentiaire et son cabinet résident à la maison d'Aruba (Arubahuis) à La Haye.
Il existe une différence significative entre les ministres des Pays-Bas et les ministres plénipotentiaires de l'outre-mer, puisque ceux-ci ne sont pas responsables de leurs politiques devant les États généraux. Cependant, ils sont responsables devant leurs gouvernements respectifs. Par conséquent, les ministres plénipotentiaires ne démissionnent habituellement pas lors d'une crise au sein du gouvernement néerlandais.
L'actuel ministre plénipotentiaire d'Aruba est Guillfred Besaril, depuis le 20 novembre 2017.

## Liste des ministres plénipotentiaires d'Aruba
|    | Nom                    | Début de mandat    | Fin de mandat      | Parti |
| 1  | John Merryweather      | 10 janvier 1986    | 9 février 1989     | PPA   |
| 2  | Roland H. Laclé        | 11 février 1989    | 7 mars 1991        | MEP   |
| 3  | Ella Tromp-Yarzagaray  | 8 mars 1991        | 1er mars 1993      | MEP   |
| 4  | Candelario Wever       | 2 mars 1993        | 1er septembre 1994 | MEP   |
| 5  | Mito Croes             | 1er septembre 1994 | 30 octobre 2001    | AVP   |
| 6  | Ella Tromp-Yarzagaray  | 30 octobre 2001    | 7 novembre 2005    | MEP   |
| 7  | Frido Croes            | 8 novembre 2005    | 31 octobre 2009    | MEP   |
| 8  | Edwin Abath            | 1er novembre 2009  | 13 novembre 2013   | AVP   |
| 9  | Juan Alfonso Boekhoudt | 14 novembre 2013   | 20 novembre 2017   | AVP   |
| 10 | Guillfred Besaril      | 20 novembre 2017   | En fonction        | MEP   |